# Edoardo Molinar
Edoardo Molinar (Rocca Canavese, 31 augustus 1907 – aldaar, 22 september 1994) was een Italiaans wielrenner. 

## Belangrijkste overwinningen
1935
- 13e etappe Ronde van Spanje
- Bergklassement Ronde van Spanje

## Resultaten in voornaamste wedstrijden
| Jaar | Ronde van Italië | Ronde van Frankrijk | Ronde van Spanje |
| ---- | ---------------- | ------------------- | ---------------- |
| 1931 |                  |                     |                  |
| 1932 |                  |                     |                  |
| 1933 |                  |                     |                  |
| 1934 |                  | 13e                 |                  |
| 1935 |                  |                     | 4e (1)           |
| 1936 | 10e              |                     |                  |
| 1937 | 7e               |                     |                  |
| 1938 |                  | 46e                 |                  |

| Jaar | Milaan-San Remo | Ronde van Lombardije |
| ---- | --------------- | -------------------- |
| 1931 |                 | 13e                  |
| 1932 | 32e             | 20e                  |
| 1933 |                 |                      |
| 1934 |                 | 10e                  |
| 1935 |                 |                      |
| 1936 |                 |                      |
| 1937 |                 | 24e                  |
| 1938 |                 |                      |